# パスカル・ツベルビューラー
パスカル・ツベルビューラー（Pascal Zuberbühler、1971年1月8日 - ）は、スイス・トゥールガウ州フラウエンフェルト出身の元同国代表サッカー選手。現役時代のポジションはゴールキーパー。ズベルビューラー、ツーバービューラーなどと表記されることもある。

## 経歴
1992年にスーパーリーグのグラスホッパー・クラブ・チューリッヒに入団、2度リーグを制し、UEFAチャンピオンズリーグにも出場、1994年にはスイス代表に初招集された。その後、FCバーゼルを経て、2000年にドイツブンデスリーガのバイエル・レバークーゼンに移籍。しかし、正GKの座を射止めることはできず、1年で解雇された。その後、スイスのFCアーラウに移籍したが、加入直後に足を骨折した。
このような状況の中、ツベルビューラーがグラスホッパーに在籍していた頃の監督であったクリスティアン・グロスがFCバーゼルの監督に就任。ツベルビューラーを獲得し、正GKに抜擢した。この決断は当初、マスコミや評論家の批判を浴びたものの、ツベルビューラーは見事に骨折から復活し、批判を跳ね返すプレーを披露。2年目の2002年にはリーグを制覇した。そして、チャンピオンズリーグ本戦にも出場をはたし、グループリーグではユヴェントスFCに勝利したほか、マンチェスター・ユナイテッドFCやリヴァプールFCと引き分けるなど大健闘した。
このような活躍の一方、スイス代表ではなかなか出番に恵まれなかったものの、EURO2004ののち、当時正GKだったイェルク・シュティールが引退すると、正GKに抜擢された。2006 FIFAワールドカップの予選では当初、ミスを連発したが、その後、本来の安定感を見せ、チームはアイルランド、イスラエルを抑えて、フランスに次ぐ予選2位となった。その後、プレーオフでも前回大会3位のトルコを破り、本大会の出場権を獲得した。
そして本大会では、フランス、トーゴ、韓国を3戦連続無失点に抑え、スイスの決勝トーナメント進出に貢献した。しかし、決勝トーナメント1回戦でウクライナにPK戦のすえ破れ、スイスはベスト16で姿を消した。なお、スイスはこの試合も無失点で終えたため、史上初めて、大会を通じて1失点も喫することなくワールドカップを敗退するチームとなった。この記録は、守護神ツベルビューラーの存在があったからこそ生まれたものといえる。
その活躍が認められ、2006年7月にイングランドのウェスト・ブロムウィッチ・アルビオンFCへの移籍が決まるが、わずか半年で母国に復帰した。EURO2008では1試合に出場し、これをもって代表から引退した。
2008-09シーズンより、プレミアリーグ・フラムFCへ移籍する事が決まった。
現役引退後はFIFAにおけるGK育成プロジェクトを担当し、同時にスイスのテレビ局でコメンテーターとして活動している。

## 所属クラブ
- グラスホッパー・チューリヒ 1992-1999
- FCバーゼル 1999-2006

→ FCアーラウ 2000 (loan)
→ バイエル・レバークーゼン 2000-2001 (loan)
- ウェスト・ブロムウィッチ 2006-2007.2
- ヌーシャテル・ザマックス 2007.2-2008
- フラムFC 2008-2011

## 代表歴

### 出場大会
- スイス代表
  - 2006 FIFAワールドカップ

### 試合数
- 国際Aマッチ 51試合 0得点（1994年-2008年）[1]

| スイス代表 | 国際Aマッチ | 国際Aマッチ |
| 年         | 出場        | 得点        |
| ---------- | ----------- | ----------- |
| 1994       | 1           | 0           |
| 1995       | 2           | 0           |
| 1996       | 0           | 0           |
| 1997       | 0           | 0           |
| 1998       | 2           | 0           |
| 1999       | 1           | 0           |
| 2000       | 6           | 0           |
| 2001       | 0           | 0           |
| 2002       | 2           | 0           |
| 2003       | 4           | 0           |
| 2004       | 7           | 0           |
| 2005       | 11          | 0           |
| 2006       | 11          | 0           |
| 2007       | 3           | 0           |
| 2008       | 1           | 0           |
| 通算       | 51          | 0           |